# Metsimaholo
Metsimaholo (officieel Metsimaholo Local Municipality), opgericht in 2000, is een gemeente in het Zuid-Afrikaanse district Fezile Dabi.
Metsimaholo ligt in de provincie Vrijstaat en telt 149.108 inwoners. Het gemeentebestuur is gevestigd in Sasolburg.

## Hoofdplaatsen
Het nationaal instituut voor de statistiek, Stats SA, deelt sinds de census 2011 deze gemeente in in 18 zogenaamde hoofdplaatsen (main place):
Baddriftbrug • Bertha Shaft Village • Coalbrook • Deneysville • Holly Country • Kragbron • Liliandale • Metsimaholo NU • Oranjeville • Refengkgotso • Richmond • Rietfontein • Sasolburg • Stokkies Draai • Uitkoms • Viljoensdrift • Wonderwater • Zamdela.